# Chloé Surprenant
 (mars 2022).
La mise en forme du texte ne suit pas les recommandations de Wikipédia : il faut le « wikifier ».
Les points d'amélioration suivants sont les cas les plus fréquents :
- Les titres sont pré-formatés par le logiciel. Ils ne sont ni en capitales, ni en gras.
- Le texte ne doit pas être écrit en capitales (les noms de famille non plus), ni en gras, ni en italique, ni en « petit »…
- Le gras n'est utilisé que pour surligner le titre de l'article dans l'introduction, une seule fois.
- L'italique est rarement utilisé : mots en langue étrangère, titres d'œuvres, noms de bateaux, etc.
- Les citations ne sont pas en italique mais en corps de texte normal. Elles sont entourées par des guillemets français : « et ».
- Les listes à puces sont à éviter, des paragraphes rédigés étant largement préférés. Les tableaux sont à réserver à la présentation de données structurées (résultats, etc.).
- Les appels de note de bas de page (petits chiffres en exposant, introduits par l'outil «  Source ») sont à placer entre la fin de phrase et le point final[comme ça].
- Les liens internes (vers d'autres articles de Wikipédia) sont à choisir avec parcimonie. Créez des liens vers des articles approfondissant le sujet. Les termes génériques sans rapport avec le sujet sont à éviter, ainsi que les répétitions de liens vers un même terme.
- Les liens externes sont à placer uniquement dans une section « Liens externes », à la fin de l'article. Ces liens sont à choisir avec parcimonie suivant les règles définies. Si un lien sert de source à l'article, son insertion dans le texte est à faire par les notes de bas de page.
- La présentation des références doit suivre les conventions bibliographiques. Il est recommandé d'utiliser les modèles {{Ouvrage}}, {{Chapitre}}, {{Article}}, {{Lien web}} et/ou {{Bibliographie}}. Le mode d'édition visuel peut mettre en forme automatiquement les références.
- Insérer une infobox (cadre d'informations à droite) n'est pas obligatoire pour parachever la mise en page.

Pour une aide détaillée, merci de consulter Aide:Wikification.
Si vous pensez que ces points ont été résolus, vous pouvez retirer ce bandeau et améliorer la mise en forme d'un autre article.
Pour les articles homonymes, voir Surprenant.
Chloé Surprenant est une artiste canadienne multi-disciplinaire, née à Montréal en 1973. Ses œuvres allient peinture, photo, performance et vidéo.

## Biographie
À 19 ans, elle part en Europe où elle va vivre une vie nomade. Elle collecte avec Julie Cloutier-Delorme des photos, des dessins et des captations audio ou vidéo, autant de témoignages du mode de vie alternatif, dans les squats punk européens ou dans les camions de travellers.
De retour en Amérique du Nord, elle participe avec Armand Vaillancourt et François Gourd aux traditionnels rendez-vous underground de «peinture en direct» aux Foufounes Électriques (bar mythique, galerie d'art et salle de spectacle montréalaise). Les artistes y réalisent des œuvres punk sous forme de performances artistiques, une pratique caractéristique de la culture alternative.
En 2007, elle participe à la semaine Trois Canadiennes à Prague, à la Galerie La Femme en République Tchèque. En 2011, elle crée des visuels pour le fanzine anglophone Perv Calender et participe à l’Expozine Alternative Press Awards au Divan orange à Montréal.
En 2015, elle et son amie Julie Cloutier-Delorme sont à l'origine d'une performance/installation intitulée Convoi et mise en place par le collectif L'Orchestre d'hommes-orchestres, qui se produit d'abord au Festival de théâtre de rue de Lachine, puis à Limoilou. Cette exposition est une «installation sonore itinérante» composée de cinq véhicules, sorte de musées ambulants: une roulotte verte, une vieille Buick transformée en station d'écoute des dernières cassettes audio de L'orchestre d'hommes-orchestres, et trois camions, dont un vieux camion de lait gris où sont exposés des photos, des dessins, des captations audio et vidéo glanés lors du séjours des artistes en Europe. Chloé Surprenant déclare au sujet de ce projet: «On avait envie de faire une exposition dans un camion parce qu'on voulait parler de notre vie sur la route. On voulait rendre hommage à cette période qu'on a vécue»,,,.
Chloé Surprenant participe à la création Entrez, nous sommes ouverts avec le Bureau de l'APA au Festival TransAmérique en 2017 (happening théâtral réunissant programmeurs, artistes et DJ).

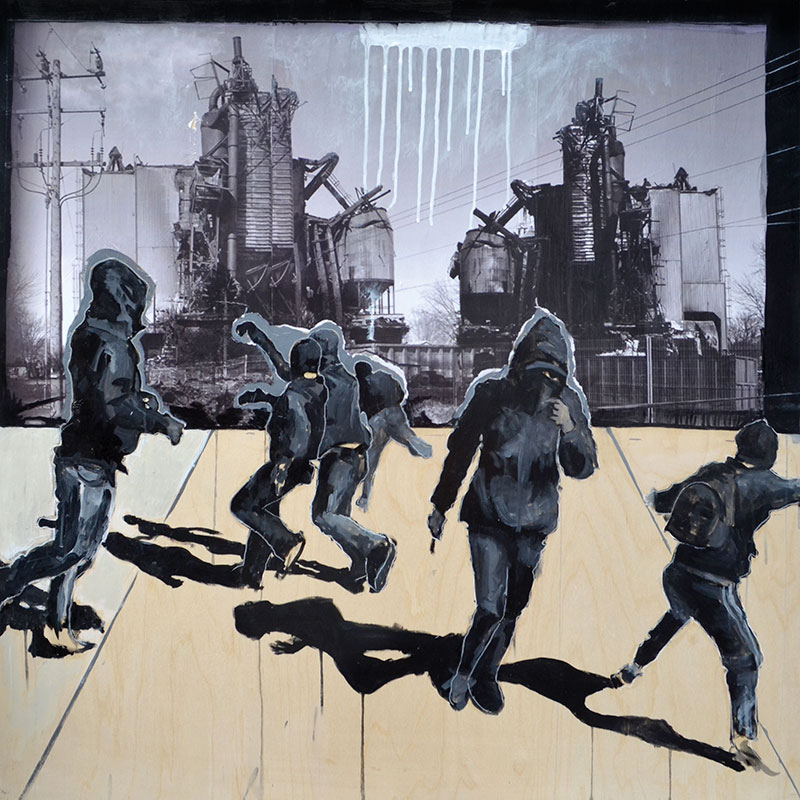
Work-Factory. Acrylique et collage sur panneau de bois

Elle réalise une œuvre intitulée Mechanika Futura pour l'entreprise Bocani située à Laval où elle mélange archives photographiques de la révolution industrielle (on peut voir des soudeuses de l'industrie de l'acier) sur une impression géante couvrant tout un mur de l'entreprise. L'artiste rend ainsi hommage aux ouvrières du passé et du présent en insérant le portrait de chacune d'elles dans la photo d'une famille canadienne datant du XIXe siècle.
En 2018, Chloé Surprenant reçoit un prix de l'Académie de la vie littéraire aux côtés de Laurence Brunelle-Côté pour le recueil de poèmes et de photos, Pas encore mort (livre d'artiste imprimé). En 2020, elle participe avec Paryse Martin, Oli Sorenson et BLUSH à l'exposition Spunkt Art Now présentée par l'artiste-commissaire Sébastien Pesot. Cette exposition propose d'explorer l'art spunkt, ou l'héritage de l’esthétique punk dans l'art contemporain. Chloé Surprenant collabore également au livre d'artiste imprimé Spunkt Art Now.

## Œuvres

### Imprimés
Laurence Brunelle-Côté et Chloé Surprenant (2017). Pas encore mort, Les éditions Rodrigol, 70 p.  (ISBN 978-2-923617-20-6)
Encombrement médiatique (2017). Liberté, n°318, p. 1

### Œuvres sélectionnées
- 2018 Venus in balaclava  [impression numérique]. Spunkt Art Now, p. 23-24[18]

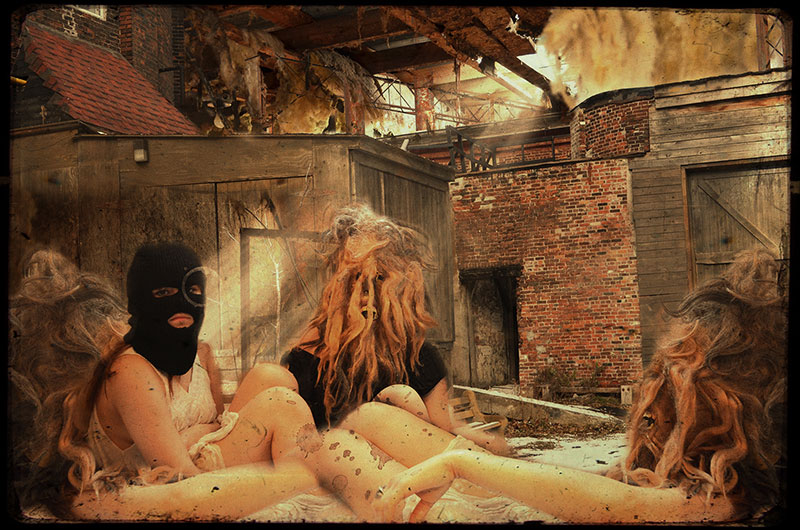
Venus in balaclava. Impression numérique, 2018

- 2017 Souvenirs de route et de pit stop, Divan Orange, Montréal
- 2015 Mechanica Futura, impression murale pour l'entreprise Bocani, Laval
- 2014-2017 Entrez, nous sommes ouverts, création du Bureau de l'APA à l'Usine C (Montréal, 2014), performance présentée en 2017, au Mois Multi à Québec et au Festival TransAmérique à Montréal [19]
- 2013 Yke, à l’ADM, squat artistique à Amsterdam, Pays-Bas
- 2013 Fondation Rivière: Production d’une œuvre en direct
- 2008 Biennale des Lions (Lyon, France): exposition publique à l’Hôtel de ville de Lyon et livre d’art «Biennale des Lions, Lyon Québec Passion»